# 夜のストレンジャー
「夜のストレンジャー」（よるのストレンジャー、Strangers in the Night）は、ベルト・ケンプフェルトが作曲し、チャールズ・シングルトンとエディー・スナイダーが英語の歌詞を付けた楽曲。1966年にフランク・シナトラが歌って有名になった。

## フランク・シナトラのバージョン
ケンプフェルトはこの曲を、当初は「ベディ・バイ (Beddy Bye)」という曲名で、映画『ダイヤモンド作戦 (A Man Could Get Killed)』のための器楽曲の一部として書いた。
シナトラは1966年4月11日にロサンゼルスでこの曲を録音した。ドラムズはハル・ブレイン。ギターでグレン・キャンベルが参加している。編曲はアーニー・フリーマンが務めた。同年4月にシングルとして発表。B面は「オー・ユー・クレイジー・ムーン」。
Billboard Hot 100 チャートと、イージーリスニング・チャート（後の Adult Contemporary）の両方で首位に立ち、シナトラの1966年のアルバム『夜のストレンジャー (Strangers in the Night)』のタイトル・ソングとなり、このアルバムはシナトラにとって、最も商業的に成功したアルバムとなった。さらにこの曲は、全英シングルチャートでも首位に立った。

### 受賞
第9回グラミー賞で、シナトラの録音は最優秀男性ポップ・ヴォーカル・パフォーマンス賞と最優秀レコード賞を受賞し、さらにアーニー・フリーマンに最優秀ヴォーカリストないしインストゥルメンタリスト伴奏編曲賞をもたらした。
この曲は、1966年の映画を対象とした1967年の第24回ゴールデングローブ賞で、主題歌賞を受賞した。著作権管理団体BMIによる、BMI賞では、1966年に最も多く放送で流された曲とされた (Most Performed Song in the BMI Repertoire 1966)。さらに1980年には、ゴールデン・ヨーロッパ賞も受賞している。

## 楽曲の成立経緯についての異説
この曲は、ドイツ人の音楽プロデューサーで作曲家でもあったベルト・ケンプフェルトが作曲したとされているが、これには複数の異説がある。実際の作曲者とされることがある人物のひとりは、ベイルート生まれのアルメニア系アメリカ人音楽家アヴォ・ウヴェジアンである。また、当時のユーゴスラビア社会主義連邦共和国のクロアチア人作曲家イーヴォ・ロビッチがこの曲を書いて、権利をケンプフェルトに売り渡したとする説もしばしば流される。
1967年、フランスの作曲家ミシェル・フィリップ＝ジェラール（「フィリップ＝ジェラール」の通称で知られる）は、「夜のストレンジャー」の旋律は、1953年にニューヨークの Chappells から出版した自分の作品「Magic Tango」を下敷きにしたものだと主張して訴えを起こした。このため、この曲のロイヤリティの支払いはいったん凍結されたが、1971年にパリの裁判所は、多くの曲に類似点は見つかるものだとして、この主張を斥けた。

## カバー
この曲は多数のカバーを生み、シナトラ盤の発表から12か月以内に200件以上のカバーが生まれたといわれている。
- ヴィッキー・カー（英語版） - 1966年6月のアルバム『The Way of Today!』。
- コニー・フランシス - 1966年7月のアルバム『Movie Greats of the 60s』。
- ペトゥラ・クラーク - 1966年のアルバム『I Couldn't Live Without Your Love』。
- ブレンダ・リー - 1966年のアルバム『Coming On Strong』。
- リーヌ・ルノー - 1966年のシングル。フランス語詞。タイトルは「Étrangers dans la nuit」。
- イーヴォ・ロビッチ - 1966年のシングル。ドイツ語詞。タイトルは「Fremde in der Nacht」。
- ミセス・ミラー - 1966年のアルバム『Will Success Spoil Mrs. Miller?』[19]。
- ダリダ - 1967年のアルバム『Piccolo ragazzo』に収録。イタリア語詞。タイトルは「Sola più che mai」。
- アンディ・ウィリアムス - 1967年のアルバム『Born Free』。
- ジェームス・ブラウン - 1969年のアルバム『Gettin' Down to It』。
- エンゲルベルト・フンパーディンク - 2001年のアルバム『It's All in the Game』[20]。
- ジャック・ジョーンズ
- ボビー・ダーリン[21]
- ペーター・バイル（ドイツ語版） - 1966年8月、クルト・フェルツ（ドイツ語版）によるドイツ語の歌詞でリリースしたドイツ盤「Fremde in der Nacht」は[22]、当時の西ドイツのヒットチャートで24位まで上昇した、ドイツの著作権管理団体GEMAは、「Fremde in der Nacht」を1967年のヒット作と認定した。
- ベット・ミドラー - 1976年のアルバム『Songs for the New Depression』。
- アイ・ジョージ - 「ストレンジャー・イン・ザ・ナイト」としてこの曲の英語詞による歌唱の最後に、自身の訳詞による日本語詞を一連加えて歌っていた[23]。
- ケイク - 2007年のアルバム『B-Sides and Rarities』に収録。
- 稲垣潤一 - 2001年のアルバム『ある恋の物語 My Standard Collection』。安井かずみの訳詞[24]。
- 西郷輝彦 - 1967年のシングル『夜のストレンジャー』(安井かずみ訳詞)。
- 西城秀樹 - 1978年のアルバム『バレンタインコンサート・スペシャル/西城秀樹 愛を歌う』に収録。

## メディアでの使用
- 2012年にはトヨタ自動車「クラウン」のCMソング、2015年には日本テレビ系「マツコ会議」のオープニングで使用されている。
- 2018年4月期の日本テレビ系日曜ドラマ「崖っぷちホテル!」の主題歌として使用される。